# Steroidrezeptoren
Steroidhormonrezeptoren, kurz Steroidrezeptoren, sind intrazelluläre Rezeptoren, die für die Signaltransduktion der Steroidhormone in der Zelle verantwortlich sind. Die Steroidrezeptoren zählen zur Superfamilie der nukleären Rezeptoren NR3 (nuclear receptor subfamily 3).
Die Steroidrezeptoren sind wie alle nukleären Rezeptoren Transkriptionsfaktoren, die im Cytoplasma vorliegen und nach Aktivierung in den Zellkern wandern.

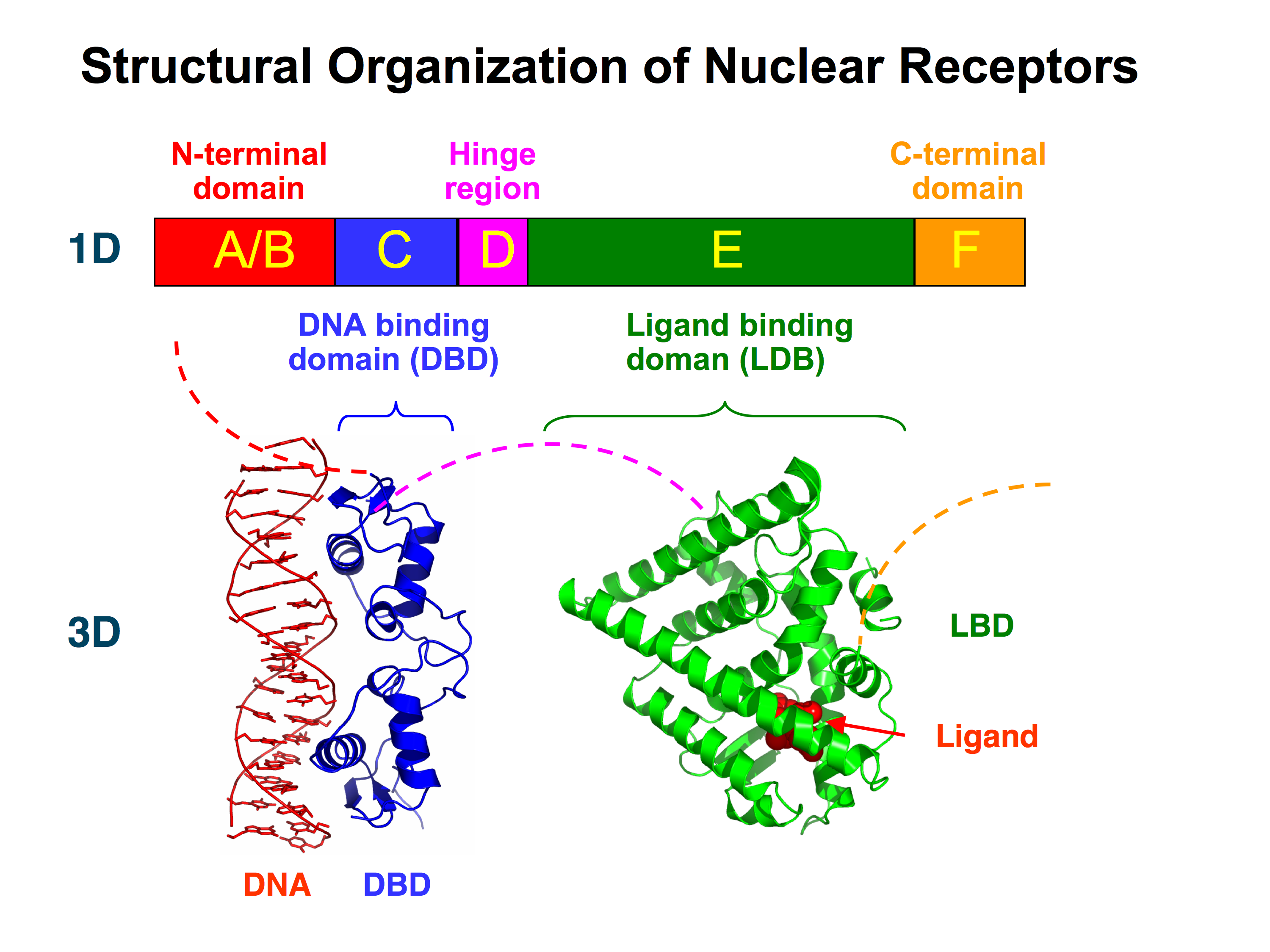
Schematische Darstellung des strukturellen Aufbaus der nukleären Rezeptoren.

## Aufbau
Die Struktur der Steroidrezeptoren bzw. der nukleären Rezeptoren setzt sich aus verschiedenen Proteindomänen zusammen:
- N-terminale Regulatordomäne
- DNA-Bindedomäne (DBD): hochkonservierte Domäne bestehend aus zwei Zinkfinger-Motiven, die eine spezifische Nukleotidsequenz auf der DNA, das Hormone Responsive Element (HRE), bindet.
- variable Verbindungsdomäne
- Ligandenbindungsdomäne (LBD): spezifische Bindungsstelle für das entsprechende Steroidhormon.
- variable C-terminale Domäne

## Arten
Die Steroidrezeptoren werden kategorisiert nach ihrer Sequenzhomologie:
Die Superfamilie der nukleären Rezeptoren
- Unterfamilie 3 (Estrogenrezeptor-artige)
  - Gruppe A: Estrogenrezeptor (Hormon: Estrogene)
    - 1: Estrogenrezeptor-α (ERα; NR3A1, ESR1)
    - 2: Estrogenrezeptor-β (ERβ; NR3A2, ESR2)

  - Gruppe B: Estrogen ähnliche Rezeptoren
    - 1: Estrogen-ähnliche Rezeptoren-α (ERRα; NR3B1, ESRRA)
    - 2: Estrogen-ähnliche Rezeptoren-β (ERRα; NR3B2, ESRRB)
    - 3: Estrogen-ähnliche Rezeptoren-γ (ERRα; NR3B3, ESRRG)

  - Gruppe C: 3-Ketosteroidrezeptoren
    - 1: Glucocorticoidrezeptor (GR; NR3C1, NR3C1) (Hormon: Cortisol)
    - 2: Mineralocorticoidrezeptor (MR; NR3C2, NR3C2) (Hormon: Aldosteron)
    - 3: Progesteronrezeptor (PR; NR3C3, PGR) (Hormon: Progesteron)
    - 4: Androgenrezeptor (AR; NR3C4, AR) (Hormone:  Testosteron, Dihydrotestosteron)